# エマニュエル・ラミレス
エマニュエル・オダリス・ラミレス（Emmanuel Odalis Ramírez、1994年7月15日 - ）は、ドミニカ共和国プエルト・プラタ州プエルト・プラタ出身のプロ野球選手（投手）。右投右打。埼玉西武ライオンズ所属。

## 経歴

### プロ入りとパドレス傘下時代
2012年11月19日にアマチュアFAでサンディエゴ・パドレスと契約してプロ入り。ドミニカン・サマーリーグ・パドレスでプロデビューした。
2018年はAA級サンアントニオ・ミッションズとAAA級エルパソ・チワワズで登板した。2019年はAA級アマリロ・ソッドプードルズとAAA級エルパソで登板した。
2020年は新型コロナウイルスに伴うマイナーリーグの開催中止のため、登板はなかった。2020年11月2日にFAとなった。

### ブレーブス傘下時代
2020年11月16日にアトランタ・ブレーブスとマイナー契約を結んだ。A+級ローマ・ブレーブスとAA級ミシシッピ・ブレーブスで38投球回を投げて、59奪三振、防御率7.34を記録した。2021年11月2日にFAとなった。

### ヤンキース傘下時代
2021年11月19日にニューヨーク・ヤンキースとマイナー契約を結んだ。AA級サマセット・ペイトリオッツとAAA級スクラントン・ウィルクスバリ・レイルライダースで44.2回を投げて、55奪三振、防御率3.43、を記録した。2022年11月10日に再びFAとなった。

### モンクローバ時代（LMB）

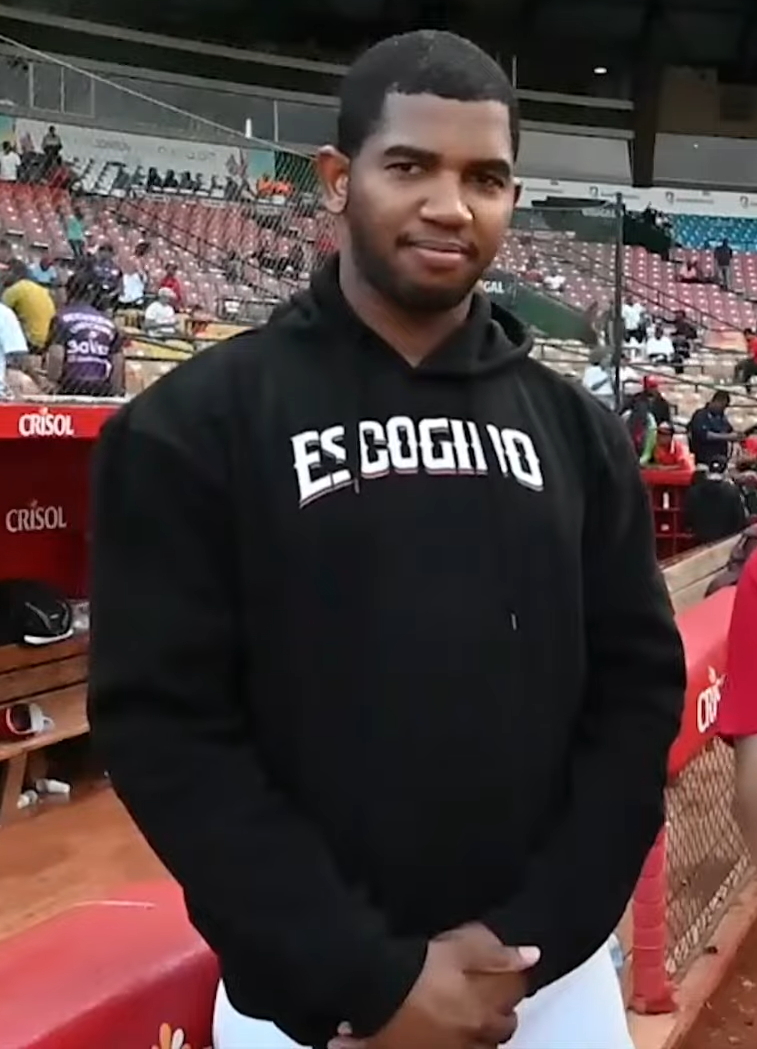
2023年

2023年4月25日にメキシカンリーグのモンクローバ・スティーラーズと契約した。主に先発投手として17試合に登板し、87.1投球回を投げて、77奪三振、防御率4.02を記録した。

### マーリンズ時代
2024年1月25日にマイアミ・マーリンズとマイナー契約を結んだ。AAA級ジャクソンビル・ジャンボシュリンプで7登板した。4月28日にメジャー契約を結び、初めて40人枠入りした。

### ブルージェイズ傘下時代
2024年9月5日にウェイバー公示を経て、トロント・ブルージェイズに移籍した。AAA級バッファロー・バイソンズで20.2回を投げ、防御率6.97という結果に終わり、11月4日にDFAとなった。11月8日にリリースされ、FAとなった。

### 西武時代
2024年11月29日に埼玉西武ライオンズと契約した。1年契約で推定年俸1億3000万円プラス出来高、背番号は56。

## 詳細情報

### 年度別投手成績
| 年 度    | 球 団    | 登 板 | 先 発 | 完 投 | 完 封 | 無 四 球 | 勝 利 | 敗 戦 | セ 丨 ブ | ホ 丨 ル ド | 勝 率 | 打 者 | 投 球 回 | 被 安 打 | 被 本 塁 打 | 与 四 球 | 敬 遠 | 与 死 球 | 奪 三 振 | 暴 投 | ボ 丨 ク | 失 点 | 自 責 点 | 防 御 率 | W H I P |
| -------- | -------- | ----- | ----- | ----- | ----- | -------- | ----- | ----- | -------- | ----------- | ----- | ----- | -------- | -------- | ----------- | -------- | ----- | -------- | -------- | ----- | -------- | ----- | -------- | -------- | ------- |
| 2024     | MIA      | 15    | 0     | 0     | 0     | 0        | 0     | 1     | 0        | 0           | .000  | 92    | 20.2     | 21       | 3           | 8        | 0     | 3        | 21       | 2     | 0        | 17    | 16       | 6.97     | 1.40    |
| MLB：1年 | MLB：1年 | 15    | 0     | 0     | 0     | 0        | 0     | 1     | 0        | 0           | .000  | 92    | 20.2     | 21       | 3           | 8        | 0     | 3        | 21       | 2     | 0        | 17    | 16       | 6.97     | 1.40    |

- 2024年度シーズン終了時

### 年度別守備成績
| 年 度 | 球 団 | 投手（P） | 投手（P） | 投手（P） | 投手（P） | 投手（P） | 投手（P） |
| 年 度 | 球 団 | 試 合     | 刺 殺     | 補 殺     | 失 策     | 併 殺     | 守 備 率  |
| ----- | ----- | --------- | --------- | --------- | --------- | --------- | --------- |
| 2024  | MIA   | 15        | 1         | 0         | 0         | 0         | 1.000     |
| MLB   | MLB   | 15        | 1         | 0         | 0         | 0         | 1.000     |

- 2024年度シーズン終了時

### 記録

#### 初記録
投手記録
- 初登板：2025年3月30日、対北海道日本ハムファイターズ3回戦（ベルーナドーム）、2番手で6回表に救援登板、1回無失点
- 初奪三振：2025年4月3日、対東北楽天ゴールデンイーグルス1回戦（楽天モバイルパーク宮城）、8回裏に小郷裕哉から空振り三振
- 初ホールド：2025年4月22日、対千葉ロッテマリーンズ3回戦（ZOZOマリンスタジアム）、9回裏に4番手で救援登板、1回無失点
- 初勝利：2025年6月10日、対阪神タイガース1回戦（ベルーナドーム）、8回表に2番手で救援登板、1回無失点[14]

### 背番号
- 56（2025年[13] - ）